# Irische Snooker-Meisterschaft
Die irische Snooker-Meisterschaft ist ein Wettbewerb zur Ermittlung des Landesmeisters in der Billardvariante Snooker in der Republik Irland.

## Geschichte
Irland hat wie viele Länder im britischen Einflussbereich eine lange Billard- und Snookertradition. Die erste nationale Meisterschaft wurde 1927 ausgespielt. Wegen der Teilung der irischen Insel in die Republik Irland und das britische Nordirland gab es Spieler, die bei beiden Meisterschaften antraten und auch gewannen. Zeitweise wurde aber auch eine gesamtirische Meisterschaft ausgetragen.
Nicht zu verwechseln ist das Turnier mit der Irish Professional Championship, die Teil der Profitour war.

## Titelträger
Rekordtitelträger ist Seamus Fenning, der das Turnier zwischen 1929 und 1955 insgesamt elf Mal gewinnen konnte und noch drei weitere Male im Finale stand. Brendan O’Donoghue wurde siebenmal irischer Meister, David Morris siegte fünfmal.
1931 wurde das Endspiel kampflos entschieden. 1945 gab es zwei Turniere, eines im Februar, eines im November. Aus der Nachkriegszeit sind nur vereinzelte Daten verfügbar. Die hochgestellte Zahl gibt bei Mehrfachgewinnern die Zahl der Titel an.
| Jahr   | Sieger                                | Erg.                                  | Finalist                              |
| ------ | ------------------------------------- | ------------------------------------- | ------------------------------------- |
| 1927   | TH Farey                              | 2:1                                   | MH Walker                             |
| 1928   | Ed Byrne                              | 3:0                                   | R. Rylands                            |
| 1929   | Seamus Fenning11                      | 2:0                                   | Ed Byrne                              |
| 1930   | W. Clarke                             | 3:2                                   | P. Fox                                |
| 1931   | Jack Ayres2                           | kl.                                   | Ed Byrne                              |
| 1932   | Jack Ayres                            | 2:1                                   | TH Farey                              |
| 1933   | Seamus Fenning                        | 3:0                                   | Jack Ayres                            |
| 1934   | Seamus Fenning                        | 3:2                                   | Joe Wildridge                         |
| 1935   | Seamus Fenning                        | 3:0                                   | Joe Wildridge                         |
| 1936   | Seamus Fenning                        | 3:0                                   | P. J. O’Connor                        |
| 1937   | P. J. O’Connor4                       | 4:1                                   | J. McIlvenny                          |
| 1938   | Seamus Fenning                        | 4:1                                   | Harry Johnson                         |
| 1939   | Seamus Fenning                        | 4:1                                   | P. J. O’Connor                        |
| 1940   | Peter Merrigan3                       | 4:0                                   | Seamus Fenning                        |
| 1941   | Peter Merrigan                        | 4:2                                   | J. Redmond                            |
| 1942   | P. J. O’Connor                        | 4:3                                   | Peter Merrigan                        |
| 1943   | P. J. O’Connor                        | 4:3                                   | Peter Merrigan                        |
| 1944   | Seamus Fenning                        | 4:0                                   | Peter Merrigan                        |
| 1945/1 | Michael Courtney                      | 4:3                                   | P. J. O’Connor                        |
| 1945/2 | Charles Downey2                       | 4:1                                   | S. R. Brooks                          |
| 1946   | unbekannt                             | unbekannt                             | unbekannt                             |
| 1947   | Charles Downey                        | 4:3                                   | Peter Merrigan                        |
| 1948   | Peter Merrigan                        | unbekannt                             | unbekannt                             |
| 1949   | Seamus Fenning                        | unbekannt                             | unbekannt                             |
| 1950   | J. Redmond                            | 4:0                                   | Sammy Brooks                          |
| 1951   | P. J. O’Connor                        | 4:1                                   | Harry Johnson                         |
| 1952   | Willie Brown3                         | 4:1                                   | Seamus Fenning                        |
| 1953   | Sammy Brooks                          | 4:2                                   | Willie Brown                          |
| 1954   | Seamus Fenning                        | 4:3                                   | J. Redmond                            |
| 1955   | Seamus Fenning                        | 4:3                                   | Willie Brown                          |
| 1956   | Willie Brown                          | 4:2                                   | Seamus Fenning                        |
| 1957   | Jimmy Connelly                        | 4:2                                   | George Gibson                         |
| 1958   | George Gibson                         | 4:3                                   | Fergus Murphy                         |
| 1959   | nicht ausgetragen                     | nicht ausgetragen                     | nicht ausgetragen                     |
| 1960   | nicht ausgetragen                     | nicht ausgetragen                     | nicht ausgetragen                     |
| 1961   | Willie Brown                          | unbekannt                             | Fergus Murphy                         |
| 1962   | Jim Weber 1                           | 4:3                                   | George Buffini                        |
| 1963   | Jack Rogers2                          | unbekannt                             | Gerry Hanway                          |
| 1964   | Jack Rogers                           | unbekannt                             | G. Buffini                            |
| 1965   | Willie Fields                         | unbekannt                             | Jimmy Grace                           |
| 1966   | Gerry Hanway2                         | 4:1                                   | Fergus Murphy                         |
| 1967   | Paddy Morgan                          | 4:3                                   | Jack Rogers                           |
| 1968   | Gerry Hanway                          | 4:3                                   | Gerry Hearty                          |
| 1969   | Dave Daly                             | 4:1                                   | Jack Rogers                           |
| 1970   | Dessie Sheehan3                       | 3:2                                   | Paddy Thornton                        |
| 1971   | Dessie Sheehan                        | 4:3                                   | Jim Weber 1                           |
| 1972   | Fergus Murphy2                        | 4:3                                   | Dessie Sheehan                        |
| 1973   | Fergus Murphy                         | 4:3                                   | Joe Bannister                         |
| 1974   | Pascal Burke2                         | 7:1                                   | Paddy Miley                           |
| 1975   | Fred Nathan                           | unbekannt                             | Jim Weber 1                           |
| 1976   | Pascal Burke                          | 9:3                                   | Larry Watson                          |
| 1977   | Jim Clusker                           | 6:1                                   | Fergus Murphy                         |
| 1978   | Eugene Hughes2                        | 6:2                                   | Noel Lowth                            |
| 1979   | Eugene Hughes                         | unbekannt                             | Dessie Sheehan                        |
| 1980   | Dessie Sheehan                        | 5:3                                   | Tony Langhan                          |
| 1981   | Tony Kearney                          | 8:6                                   | Paddy Miley                           |
| 1982   | Paddy Browne                          | 8:4                                   | Dick Brennan                          |
| 1983   | Jimmy Long                            | 8:5                                   | Paul Ennis                            |
| 1984   | Paul Ennis                            | 8:6                                   | Jimmy Long                            |
| 1985   | Gay Burns2                            | 11:6                                  | Ken Doherty                           |
| 1986   | Gay Burns                             | 8:3                                   | Damien McKiernan                      |
| 1987   | Ken Doherty2                          | 8:7                                   | Richie Nolan                          |
| 1988   | John Buckley                          | 8:7                                   | Stephen Murphy                        |
| 1989   | Ken Doherty                           | 8:4                                   | Anthony O’Connor                      |
| 1990   | Stephen O’Connor                      | 8:4                                   | Richard McHugh                        |
| 1991   | Jason Watson3                         | 8:5                                   | Joe Canny                             |
| 1992   | Jason Watson                          | 8:3                                   | Douglas Hogan                         |
| 1993   | Colm Gilcreest                        | 8:7                                   | Jason Watson                          |
| 1994   | Mick Kane                             | 8:4                                   | Tom Gleeson 3                         |
| 1995   | Tom Gleeson 3                         | 8:5                                   | Paul Ennis                            |
| 1996   | Joe Canny2                            | 8:1                                   | Shay Clinton                          |
| 1997   | Thomas Dowling3                       | 8:6                                   | Gary Hardiman                         |
| 1998   | Thomas Dowling                        | 8:3                                   | Douglas Hogan                         |
| 1999   | Joe Canny                             | 8:3                                   | Stanley Murphy                        |
| 2000   | Rodney Goggins                        | 8:7                                   | Gary Hardiman                         |
| 2001   | Martin McCrudden4                     | 8:5                                   | Brendan O’Donoghue                    |
| 2002   | Jason Watson                          | 8:2                                   | Tom Gleeson 3                         |
| 2003   | Brendan O’Donoghue7                   | 8:5                                   | Martin McCrudden                      |
| 2004   | David Morris5                         | 8:4                                   | Rodney Goggins                        |
| 2005   | David Morris                          | 8:2                                   | Brendan O’Donoghue                    |
| 2006   | Damit Morris                          | 8:2                                   | Brendan O’Donoghue                    |
| 2007   | Vincent Muldoon3                      | 8:2                                   | John Torpey                           |
| 2008   | Vincent Muldoon                       | 8:2                                   | Gary Hardiman                         |
| 2009   | Martin McCrudden                      | 8:6                                   | David Hogan                           |
| 2010   | Martin McCrudden                      | 8:6                                   | Vincent Muldoon                       |
| 2011   | Jason Devaney                         | 8:6                                   | David Hogan                           |
| 2012   | Vincent Muldoon                       | 10:5                                  | Martin McCrudden                      |
| 2013   | Michael Judge2                        | 8:5                                   | Robert Redmond                        |
| 2014   | Martin McCrudden                      | 7:3                                   | Michael Judge                         |
| 2015   | Brendan O’Donoghue                    | 7:2                                   | Robert Murphy                         |
| 2016   | Thomas Dowling                        | 7:3                                   | Jonathan Williams 4                   |
| 2017   | Brendan O’Donoghue                    | 6:3                                   | Rodney Goggins                        |
| 2018   | Michael Judge                         | 7:5 5                                 | Rodney Goggins                        |
| 2019   | David Morris                          | 7:3                                   | Josh Boileau                          |
| 2020   | nicht ausgetragen (COVID-19-Pandemie) | nicht ausgetragen (COVID-19-Pandemie) | nicht ausgetragen (COVID-19-Pandemie) |
| 2021   | Brendan O’Donoghue                    | 6:5                                   | David Morris                          |
| 2022   | Brendan O’Donoghue                    | 7:4                                   | Ryan Cronin                           |
| 2023   | Brendan O’Donoghue                    | 7:5                                   | Ross Bulman                           |
| 2024   | Brendan O’Donoghue                    | 7:5                                   | Ross Bulman                           |
| 2025   | David Morris                          | 7:1                                   | Brendan O’Donoghue                    |